# Victor Abagna Mossa
Victor Abagna Mossa, né le 18 juin 1946 à Makoua, près d'Owando, est un prêtre catholique congolais. Il est évêque du diocèse d'Owando dans le nord de la république du Congo.

## Biographie
Victor Abagna Mossa fait des études de philosophie et de théologie puis il est ordonné prêtre à Owando, le 29 décembre 1974. Il est successivement professeur, puis directeur du petit séminaire de Makoua, vicaire général du diocèse d'Owando, curé de la paroisse Saint-Jean-Marie-Vianney d'Ewo puis de Boundji. 
Victor Abagna Mossa arrive en 1999 à Namur, grâce à la collaboration avec Xavier Hermand, un de ses anciens coopérants namurois toujours dévoué aux causes africaines.Il est nommé aumônier du centre hospitalier régional de cette ville, responsable des paroisses du Sacré-Cœur de Saint-Servais, du Sacré-Cœur et Saint-Charles des Comognes et Notre-Dame du Mont-Carmel, et enfin curé de Belgrade (Namur).

## Nomination d'evêque
Le 11 février 2011, Victor Abagna Mossa est nommé évêque d'Owando par le pape Benoît XVI. La consécration épiscopale est faite par le cardinal Laurent Monsengwo Pasinya, archevêque de Kinshasa le 26 mars 2011, avec comme co-consécrateurs Stanislas Lalanne, évêque de Coutances-Avranches et Jan Romeo Pawłowski, l'archevêque titulaire de Sejny (de).